# كثافة بلانك
كثافة بلانك ρP (بالإنجليزي: Planck density) هي وحدة للكثافة, تعطى بالعلاقة :
{\displaystyle \rho _{P}={\frac {m_{P}}{l_{P}^{3}}}={\frac {c^{5}}{\hbar G^{2}}}}
وتساوي حسابيا ≈ 5. 1 × 1096 كيلوغرام/m3
حيث أن :
mP كتلة بلانك
lP طول بلانك
c سرعة الضوء في الفراغ
{\displaystyle \hbar } انخفاض ثابت بلانك
G ثابت الجذب العام